# Maaike Vooren
Maaike Vooren (Haarlem, 6 juli 1991) is een Nederlands zwemster en triatlete.

## Biografie
Vooren groeide op in Heerhugowaard. Tijdens de Olympische Spelen in 2000 raakte Vooren geïnspireerd door de prestaties van Nederlandse zwemmers als Pieter van den Hoogenband en Inge de Bruijn, waarop ze besloot om een zwemcarrière op te bouwen. Ze behaalde successen in het zwemmen, met name op de langere afstanden en won diverse NK-medailles.
In 2018 begon Vooren met het afleggen van triatlons. Ze kwalificeerde zich voor verschillende (internationale) wedstrijden, zoals Europacups en de EK's en WK's Aquathlon (zwemmen en lopen). In 2023 maakte ze haar debuut op de halve afstand.

## Prestaties

### Triatlon
- 2023 Landskampioen seizoen 2023 met Kijani
- 2023 1e plaats eredivisie Teamrelay Roermond
- 2023 Promotie met Tccm 36 naar de D1 Grand prix
- 2023 2e plaats Standaard afstand Weiswampach (Lux)
- 2023 17e plaats ETU cup Holten
- 2023 4e plaats NK Standaard afstand Rotterdam
- 2023 4e plaats NK sprint Weert
- 2023 4e plaats 1/2e triathlon Nieuwkoop (nk afgelast)
- 2023 1e plaats 1/4e triathlon Geel (Bel) Non-stayer
- 2023 3e plaats NK Aquathlon Heikenszand
- 2023 18e plaats WK Aquathlon Ibiza (Sp) + qualificatie Beachgames
- 2022 18e plaats ETU Cup Ceuta (Sp) sprint
- 2022 2e plaats met Kijani in de Eredivisie
- 2022 17e plaat WK Aquathlon Samorin (Slow)
- 2022 2e plaats team relay Eredivise Klazienaveen
- 2022 5e plaats ind. NK OD/ Eredivisie Rotterdam + 2e in de teamuitslag
- 2022 18e plaats ETU Cup Rzeszow (Pol)
- 2022 2e plaat team time trial Almere
- 2021 16e plaats WK Aquathlon Extremadura (Sp)
- 2021 3e plaats Teamrelay Eredivisie Roermond
- 2021 2e plaats Team time trial Eredivisie Almere
- 2021 3e plaats met Kijani in de Eredivisie
- 2020 1e plaats 1/4e triathlon Roermond
- 2020 Plaatsing EK teamrelay voor clubteams met Oceanus
- 2020 1e plaats kwalificatie wedstrijd wk/ek Aquathlon Sittard + plaatsing wk/ek
- 2019 15e plaats EK teamrelay voor clubteams Alhandra (por)
- 2019 1e plaats 1/4e triathlon Weesp
- 2019 1e plaats OD Klazienaveen
- 2019 Plaatsing EK Mixed relay voor clubteams met de Dolfijn tijdens de triathlon van Amsterdam Nieuw west
- 2019 Winst in het van der Voort sprint Triathloncircuit met 4/4 winst (Heerhugowaard, Langedijk, Nieuwe Niedorp en Schagen)
- 2018 3e plaats Sprint Bosbaan triathlon
- 2018 1e plaats 1/4e Alphen a/d Rijn
- 2018 2e plaats 1/8e Veenendaal
- 2018 1e plaats rondje eilanden
- 2018 3e plaats OD Klazienaveen
- 2018 1e plaats OD TRI Amsterdam
- 2018 2e plaats sprint Triathlon Zandvoort
- 2018 3e plaats 1/8e triathlon stad van de Zon Heerhugowaard

### Zwemmen
- 2007 1500 vrijeslag meisjes jeugd 1&2 (50m)
- 2004 800 vrijeslag meisjes junioren 1 (50m)
- 2004 400 vrijeslag meisjes junioren 1 (25m)
- 2004 800 vrijeslag meisjes junioren 1 (winter NK 50m)